# Tôn giáo Inuit

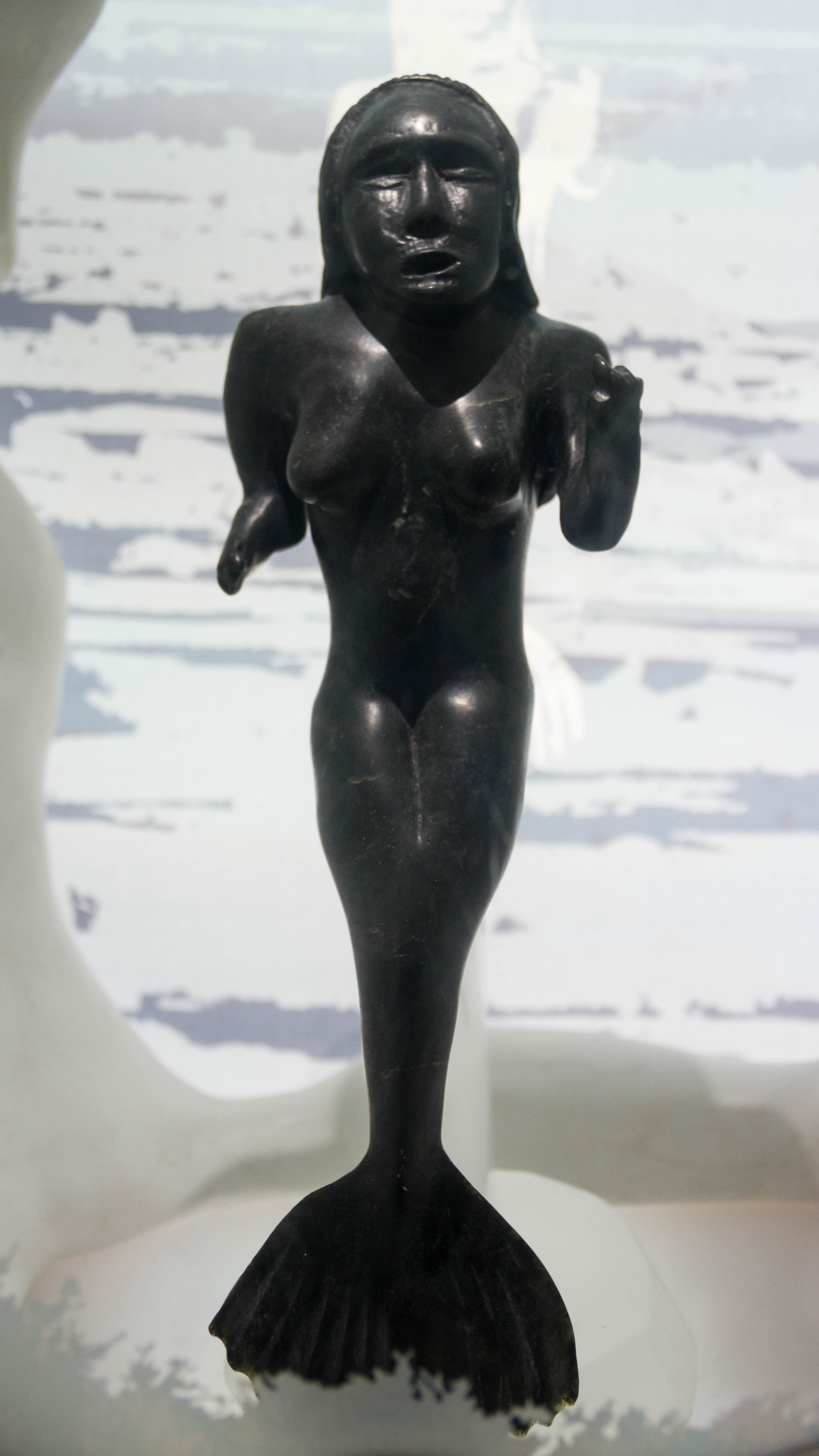
Sedna, một vị thần Inuit.

Inuit giáo là tôn giáo được tạo ra và lưu truyền bởi người Inuit (Eskimo), một dân tộc bản địa đến từ Alaska, bắc Canada, một phần khu vực lãnh thổ Siberia và Greenland. Tôn giáo này có nhiều điểm tương đồng với các tôn giáo khác của người bản địa Alaska. Các nghi lễ truyền thống của người Inuit bao gồm thuyết vật linh, thầy mo. Các thầy mo có khả năng chữa bệnh bằng cách liên kết hay kết nối với các linh hồn. Ngày nay có rất nhiều người Inuit theo Cơ đốc giáo, nhưng Inuit giáo vẫn luôn gắn liền với đời sống của họ trong thời kì hiện đại. Người Inuit tuân thủ quy tắc của cả hai tôn giáo bằng cách cân bằng giữa tín ngưỡng bản địa của họ và Thiên chúa giáo.
Trong những câu chuyện truyền thống, các nghi lễ và những điều kiêng kỵ của người Inuit thường liên quan đến sự nguy hiểm của môi trường Bắc Cực khắc nghiệt.
Knud Rasmussen từng hỏi một người dẫn đường và cũng là người bạn của mình là Aua, một angakkuq (thầy mo), về niềm tin vào tôn giáo Inuit của người Iglulingmiut (người Igloolik) và họ trả lời: "Chúng tôi không tin, chúng tôi sợ." Hai tác giả Inge Kleivan và Birgitte Sonne tranh luận và cố đưa ra một kết luận khả dĩ cho những lời Aua nói. Bởi vì Aua bị ảnh hưởng bởi Cơ đốc giáo, và sau đó anh ta thậm chí còn cải đạo sang tôn giáo này. Nghiên cứu của họ còn mở rộng phạm vi đối với những nhóm người Inuit khác. Sau quá trình phân tích, hai người đưa ra kết luận (đối với nhóm người này) rằng nỗi sợ hãi là cảm nhận riêng của mỗi người.

## Các vị thần
Dưới đây là danh sách đầy đủ các vị thần Inuit được cho là nắm giữ quyền lực đối với một số khu vực cụ thể của thế giới Inuit:
- Agloolik là ác thần của biển cả, có khả năng làm lật thuyền, linh hồn của thần sống dưới băng giúp những người lang thang săn bắn và đánh bắt cá.
- Akna là mẹ nữ thần sinh sản.
- Amaguq/Amarok là thần sói bắt cóc những kẻ si đần, ngốc nghếch khi họ đi săn một mình vào ban đêm.
- Anguta là thần tìm kiếm người chết; người đưa họ vào thế giới ngầm, nơi họ phải ngủ trong vòng một năm.
- Igaluk là thần mặt trăng và cũng đồng thời là anh trai nữ thần mặt trời Malina.
- Malina là nữ thần mặt trời và là em gái của thần mặt trăng Igaluk.
- Nanook (có thể viết là Nanuq hoặc Nanuk theo kiểu viết hiện đại) là người huấn luyện gấu Bắc cực.
- Pinga là nữ thần săn bắn, sinh sản và y học.
- Qailertetang là thần thời tiết đồng thời là thần hộ mệnh của động vật, thần hộ mệnh của những người đánh cá và thợ săn. Qailertetang là bạn đồng hành của Sedna.
- Sedna (có thể viết là Sanna theo kiểu viết hiện đại) là tình nhân của các loài động vật biển. Người được biết đến dưới nhiều tên, bao gồm Nerrivik, Arnapkapfaaluk, Arnakuagsak và Nuliajuk.
- Silap Inua hoặc Sila là những sinh vật được tạo nên từ sự nhân hóa của không khí.
- Tekkeitsertok là người huấn luyện tuần lộc.
- Pukkeenegak là nữ thần của cuộc sống gia đình, bao gồm cả may vá và nấu ăn.

## Sinh vật và tinh linh
- Qallupilluit hoặc Qalupalik là một truyền thuyết được kể bởi các bậc phụ huynh và người cao tuổi Inuit nhằm ngăn chặn trẻ em đi lang thang đến bờ biển. Qalupalik là những sinh vật giống người với tóc dài, da xanh,  móng tay dài sống ở biển, mặc áo khoác. Họ mang theo trẻ sơ sinh và những đứa trẻ không vâng lời cha mẹ hoặc đi lang thang một mình. Chúng đưa những đứa trẻ xuống dưới biển và nhận làm con nuôi. Qalupalik phát ra âm thanh vo ve đặc biệt .Những người lớn tuổi kể rằng có thể nghe thấy âm thanh khi chúng ở gần. Câu chuyện về Qalupalik vẫn được kể trong các trường học và trên sách báo, do đó các bậc cha mẹ không muốn con mình đi lang thang đến bến bờ biển nguy hiểm. Thần thoại này được chuyển thể thành phim hoạt hình ngắn Qalupalik vào năm 2010 của Ame Papatsie. Chúng được cho là những sinh vật được sinh ra sau những hành vi sai trái của trẻ em.
- Ahkiyyini là một tinh linh người xương.
- Saumen Kar còn có tên gọi khác là Tornit hoặc Tuniit là phiên bản Inuit của thần thoại Sasquatch hoặc Yeti. Chúng có thể là những người thuộc nền văn hóa Dorset, được cho là những người khổng lồ.
- Tizheruk là những con quái vật có hình dáng giống loài rắn.